# Rosemarie Priebus

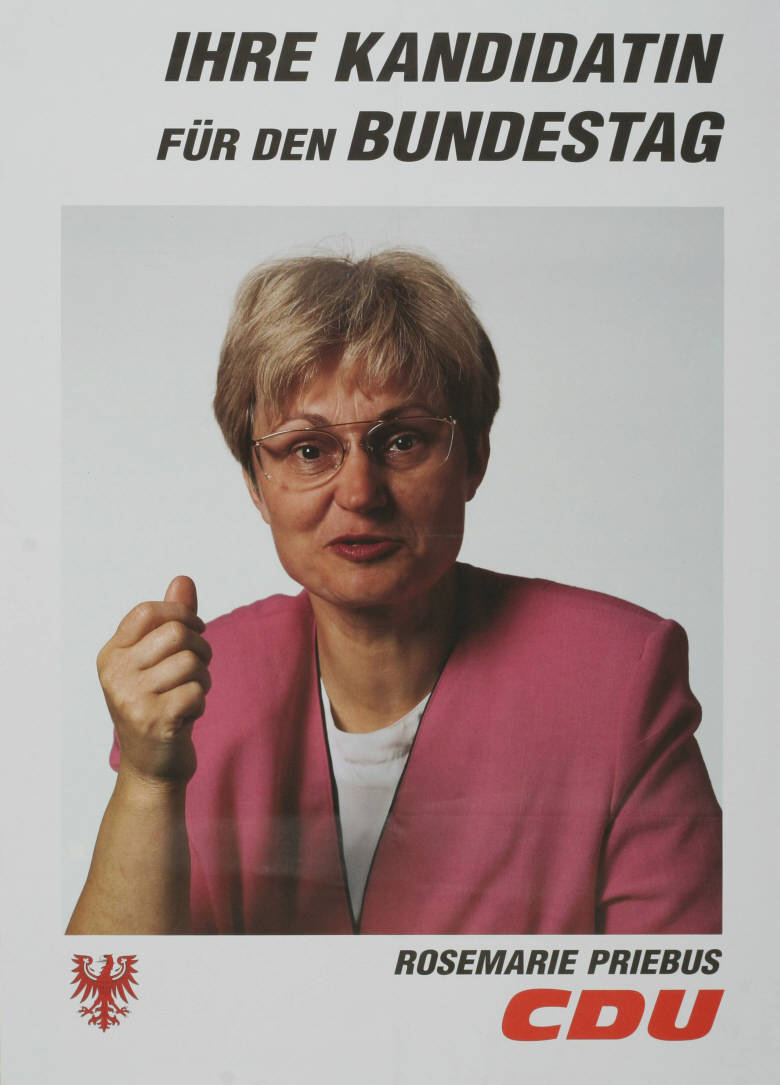
Kandidatenplakat zur Bundestagswahl 1994

Rosemarie Priebus geb. Trenczek (* 11. Januar 1947 in Zwickau) ist eine deutsche Politikerin (CDU).

## Leben
Nach dem Besuch der Realschule in Werdau und dem Abitur 1965 nahm sie ein Studium der Veterinärmedizin an der Humboldt-Universität zu Berlin auf, das sie 1971 abschloss. 1972 begann sie als Tierärztin in Wittstock zu praktizieren.
Im Juli 1990 trat sie in die DDR-CDU ein, für die sie zuvor bereits bei der Volkskammerwahl ins DDR-Parlament eingezogen war. Nach der Wiedervereinigung war sie eine der Abgeordneten, die bis zum Ende der 11. Legislaturperiode dem Bundestag angehörten.
Bei der Bundestagswahl im Dezember 1990 wurde Priebus als Direktkandidatin des brandenburgischen Wahlkreises Neuruppin – Kyritz – Wittstock – Pritzwalk – Perleberg ins Parlament gewählt. Dort amtierte sie als Schriftführerin und gehörte dem Vorstand der CDU/CSU-Fraktion an.
1994 schied sie aus dem Bundestag aus. In ihrer Heimatgemeinde Wittstock blieb sie als Stadtverordnete jedoch politisch tätig. Dort ist sie auch Vorsitzende der örtlichen Initiative „Pro Bundeswehr“. Diese machte sich für die militärische Nutzung des Truppenübungsplatzes Wittstock stark. Das Verwaltungsgericht Potsdam untersagte die Nutzung jedoch.

## Einzelnachweis
1. ↑  Dirk Klauke: Reaktionen nach dem Gerichtsurteil zum Bombodrom-Verbot. In: Märkische Allgemeine. 2. August 2007, archiviert vom Original am 4. August 2007; abgerufen am 16. Februar 2020.

| Personendaten    | Personendaten                        |
| ---------------- | ------------------------------------ |
| NAME             | Priebus, Rosemarie                   |
| ALTERNATIVNAMEN  | Trenczek, Rosemarie (Geburtsname)    |
| KURZBESCHREIBUNG | deutsche Politikerin (CDU), MdV, MdB |
| GEBURTSDATUM     | 11. Januar 1947                      |
| GEBURTSORT       | Zwickau                              |